# Sara Heinze
Sara Heinze, född Magnus 18 december 1837 i Stockholm, död 27 oktober 1901 i Dresden, var en svensk pianist. Hennes föräldrar var förlagsbokhandlaren Simon Magnus och Ester Nachman. 

## Biografi
Sara Heinzes föräldrarna var judiska och dottern fick en judisk uppfostran. Redan tidigt visade hon en ovanlig musikalisk begåvning, som utvecklades efter de förberedande studierna under ledning av Johan van Boom och Rudolph Hasert i Stockholm samt, sedan hon 1856 rest till Tyskland, av Theodor Kullak i Berlin och Franz Liszt i Weimar. Efter en kortare vistelse i Sverige 1858–59 reste hon på nytt till Tyskland med understöd av Musikaliska akademien och uppehöll sig för fortsatta studier i Berlin, Weimar och Leipzig, i det hon emellanåt företog konsertresor till landets olika delar. 
Sedan hon 1864 i Hamburg övergått till lutherska kyrkan, återvände hon följande året till Sverige, där hon ingick äktenskap med musikförläggaren i Leipzig Gustav Heinze, med vilken hon efter ett par år bosatte sig i Sachsens huvudstad. Heinze gjorde sig även känd genom några från trycket utgivna arbeten, såsom: Arrangementer för piano av S. Bachs kompositioner, med mera.
Hon var ledamot av en mängd musikaliska samfund, bland andra Musikaliska akademien.